# Das Magazin (Deutschland)
Das Magazin ist eine Zeitschrift mit den Schwerpunkten Kultur und Lebensart. Es ist eine der wenigen DDR-Zeitschriften, die auch nach der Wiedervereinigung weiterhin herausgegeben werden.

## Geschichte
Die Zeitschrift erschien seit 1954 monatlich im DDR-Verlag Das Neue Berlin, seit den 1960er Jahren dann im Berliner Verlag. Chefredakteur war zunächst Heinz H. Schmidt. Mit der Juni-Ausgabe 1956 übernahm Hilde Eisler die Chefredaktion, ohne dass dieser Wechsel in der Zeitschrift selbst angekündigt oder kommentiert wurde. Von 1979 bis 1991 bekleidete Manfred Gebhardt diesen Posten, von 1994 bis 2001 Martina Rellin und von 2001 bis 2013 Manuela Thieme. Derzeitiger Chefredakteur ist der Journalist Andreas Lehmann (Stand 2023).
Nach dem Eigentümerwechsel infolge der deutschen Wiedervereinigung, im Jahr 1990, übernahm Gruner + Jahr den Verlag und auch die Zeitschrift. Trotz eines neuen Konzeptes (die erotischen Bilder wurden offensiver) sanken die Auflagenzahlen. Das neu gegründete Unternehmen Das Magazin-Verlagsgesellschaft übernahm zwei Jahre später die Zeitschrift und kehrte teilweise wieder zum bewährten Konzept zurück, musste jedoch Anfang 2001 Insolvenz anmelden. Von 2002 bis 2013 wurde das Heft im Seitenstrassenverlag verlegt, seit 2014 erscheint Das Magazin im Kurznachzehn Verlag. Die Auflage beträgt derzeit etwa 45.000 Exemplare, 75 % davon geht noch nach Ostdeutschland.

## Inhalte

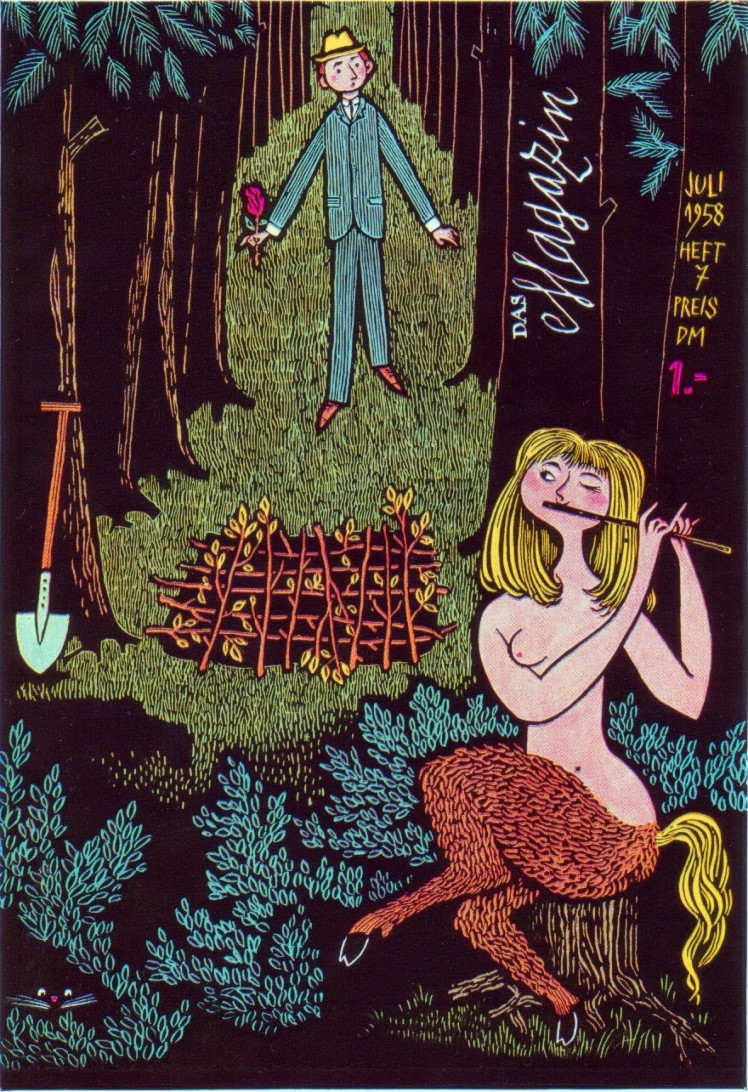
Titelseite eines Magazin-Heftes (1958)

Inhaltlich wird ein Mix aus Literatur, Reportagen, Feuilleton und Satire geboten, grafisch interessant umgesetzt. Kurz vor dem Mauerfall erreichte Das Magazin eine Auflage von etwa 560.000 Exemplaren, angesichts des begrenzten Zeitschriftenangebots war das Heft im handlichen DIN-C5-Format (ca. 16 × 23 cm) ein gedruckter Publikumsliebling. Die regelmäßig veröffentlichten erotischen Geschichten und künstlerischen Aktfotografien waren unter den DDR-Printmedien ein weiteres Markenzeichen, mit dem diese Zeitschrift bis heute identifiziert wird.
Markenzeichen war über viele Jahre das von Werner Klemke gezeichnete Titelblatt mit dem Kater. 423 Titelblätter zeichnete er von 1955 bis Februar 1991, ein in der deutschen Pressegeschichte einmaliger Fall. Für Das Magazin arbeiteten so bekannte Fotografinnen und Fotografen wie Sibylle Bergemann, Klaus Ender, Angela Fensch, Arno Fischer, Klaus Fischer, Günter Gueffroy, David Hamilton, Vince Lussa, Eva Mahn, Ute Mahler, Władysław Pawelec, Roger Rössing, Günter Rössler, Rudolf Schäfer, Karin Székessy, Miroslav Tichý, Gerhard Vetter und Otto Weisser. Leitende Bildredakteurin war von 1965 bis 1988 die Fotografin Brigitte Voigt, die auch selbst im Magazin veröffentlichte. In den 2000er Jahren stellte ATAK andere Zeichner und Illustratoren vor.
Die Partnerschaftsanzeigen hatten für DDR-Verhältnisse eine besondere Sprache und sollen sogar Gegenstand soziologischer Untersuchungen gewesen sein. Beliebte Rubriken waren Liebe, Phantasie und Kochkunst bzw. Kochen mit Liebe (von Ursula Winnington betreut), aber auch die von Herbert Theuerkauf bearbeiteten Seiten mit Aphorismen, oft grafisch oder fotografisch bemerkenswert dargestellt. In den Rubriken Abgehörtes und Ausgelesenes wurden Schallplatten und (meist durch Uwe Kant) Bücher rezensiert. Unregelmäßig wiederkehrender Inhalt waren Umfragen unter bekannten Personen zu oft überraschenden Themen. Das Niveau wurde auch von der Widmung des jeweiligen Heftes zu einem Thema beeinflusst, eine weit nach dem Jahre 2000 eingeführte Neuerung. Aktuelle Autoren sind u. a. Kirsten Fuchs, Stefan Schwarz, Anselm Neft, Franziska Hauser und als Literaturkritiker Erhard Schütz.
Die Zeitschrift kommuniziert eine Tradition mit der gleichnamigen, von Franz Wolfgang Koebner von 1924 bis 1941 sowie in der Bundesrepublik von 1949 bis 1951 herausgegebenen gleichnamigen Zeitschrift Das Magazin. Zwischen beiden Blättern gibt es zwar inhaltliche Ähnlichkeiten, aber keinen verlegerischen Zusammenhang. Zudem wird auch in der Schweiz ein Magazin mit dem Titel Das Magazin herausgegeben. Hier handelt es sich um eine Wochenendbeilage vier verschiedener Tageszeitungen. Inhaltliche oder redaktionelle Verbindungen gibt es ebenfalls nicht.